# Поперечное (Крапивинский район)
Попере́чное — село в Крапивинском районе Кемеровской области. Входит в состав Крапивинского сельского поселения.

## География
Центральная часть населённого пункта расположена на высоте 181 м над уровнем моря.

## Население
| 2010 |
| ---- |
| 195  |

### Половой состав
По данным Всероссийской переписи населения 2010 года, в селе Поперечное проживало 195 человек (92 мужчины, 103 женщины).